# Nobilum histrio
Nobilum histrio is een krabbensoort uit de familie van de Dorippidae. De wetenschappelijke naam van de soort is voor het eerst geldig gepubliceerd in 1903 door Nobili.